# 米爾科·武契尼奇
米爾科·武契尼奇（發音：[mǐːrko ʋǔtʃinitɕ]；1983年10月1日—，出生於尼克希奇）是一位已退役的蒙特內哥羅足球運動員。最后效力於阿聯酋阿拉伯海灣聯賽球隊艾查捷拉，司職前鋒。在2008-09賽季歐洲冠軍杯羅馬3-1戰勝切爾西的賽事中，武契尼奇為羅馬打入了2個進球。
武契尼奇擅為隊友創造機會，技術與射門能力亦出色。